# نیروبنوئا
نیروبنوئا (به لاتین: Nuribenua) یک منطقهٔ مسکونی در کیریباتی است که در تابیتیویا واقع شده‌است. نیروبنوئا ۲۲٫۳۰۲ کیلومتر مربع مساحت و ۳٬۲۰۰ نفر جمعیت دارد.